# Казьмин, Николай Дмитриевич
Николай Дмитриевич Казьмин — педагог, советский хозяйственный, государственный и политический деятель.

## Биография
Родился 26 апреля 1904 года в Наро-Фоминске.
В 1929 году окончил Академию коммунистического воспитания им. Н. К. Крупской.
Ещё будучи студентом в 1928 году вступил в ВКП(б).
С 1929 года  преподаватель на руководящей работе в народном образовании.
С 1938 года секретарь Ивановского областного комитета ВКП(б) по пропаганде и агитации. Затем - заместитель директора Высшей партийной школы при ЦК ВКП(б)Э вёл преподавательскую деятельность в качестве лектора Ленинских курсов.
С 1942 по 1947 год начальник отдела агитации и пропаганды Главного политического управления РККА — Советской Армии. В 1946 году поступил в аспирантуру Академии Общественных Наук при ЦК ВКП(б), которую окончил в 1948.
В том же году становится заведующим сектором агитационно-массовой работы Отдела пропаганды и агитации ЦК ВКП(б).
С января по март 1949 года член Среднеазиатского бюро ЦК ВКП(б).
В 1949 году избран секретарём Ленинградского областного комитета ВКП(б) — КПСС. С 1955 года заведующий отделом школ ЦК КПСС.
В 1956 году назначен заведующим отделом науки, школ и культуры ЦК КПСС по РСФСР. В феврале того же года получает членство в Центральной Ревизионной Комиссии КПСС.
С 1961 года директор Центрального музея им В. И. Ленина.
Избирался депутатом Верховного Совета РСФСР 4-го и 5-го созывов.
После продолжительной борьбы с раком желудка скончался в 1963 году. Похоронен на Новодевичьем кладбище в Москве.

## Семья
Жена — Казьмина Мария Григорьевна, родилась 23 ноября 1921 года. После смерти супруга в 1963 году всю жизнь прожила вдовой. Умерла 5 ноября в 1995 году. Похоронена вместе с мужем на Новодевичьем кладбище.
Сын — Казьмин Евгений Николаевич. Советский и российский дипломат. Родился 5 марта 1950 года. Закончил московскую специальную школу с углубленным изучением английского языка 1230. Выпускник МГИМО, арабист. С 70-х годов работал в центральном аппарате МИД. С 2000 года официальный представитель Министерства иностранных дел в г. Астрахань. С 2004 года — консул РФ в Баку, Азербайджан. С 2016 года преподаватель на кафедре международных отношений в Астраханском Государственном Университете. Скончался в 5 мая 2017 года в г. Астрахань.
Внучка — Казьмина Варвара Евгеньевна. Родилась в 1988 в Москве. Специальный корреспондент телеканала Россия 24 (ВГТРК). В кадре работает под фамилией Невская.